# Barrea
Barrea (Varréa en dialecte local [1][2]) est une commune italienne de 718 habitants[1] de la province de L'Aquila, dans les Abruzzes. Appartenant à la communauté de montagne Alto Sangro et Altopiano delle Cinque Miglia, c'est une station touristique grâce à la présence du lac du même nom et du Parc National des Abruzzes, du Latium et du Molise.

## Géographie
Barrea est située dans un territoire montagneux appartenant au bassin de l'Alto Sangro et au lac de Barrea, avec une longueur d'environ 5 km, une largeur de 500 mètres et une profondeur maximale de 31 m. Le village, situé à une altitude de 1 060 m, occupe une éperon à l'extrémité orientale du lac, entourée des flancs abrupts des monts Meta au sud (2 241 m d'altitude) et du mont Greco au nord (2 249 m d'altitude). Son territoire est inclus dans le parc national des Abruzzes, du Latium et du Molise.
Le lac a été formé en 1951 par le barrage de la rivière Sangro et est utilisé pour la production d'électricité. La zone humide du lac Barrea, gérée par l'autorité du Parc National d'Abruzzo Lazio et Molise, figure sur la liste des zones relevant de la convention de Ramsar depuis 1976.

## Administration
| Période                                  | Période  | Identité          | Étiquette                                 | Qualité |
| ---------------------------------------- | -------- | ----------------- | ----------------------------------------- | ------- |
| 12 juin 2022                             | En cours | Aldo Di Benedetto | Lista civica "La Vallis Regia che vorrei" | Maire   |
| Les données manquantes sont à compléter. |          |                   |                                           |         |

### Communes limitrophes
Alfedena, Civitella Alfedena, Picinisco (FR), Rivisondoli, Roccaraso, Scanno, Scontrone, Settefrati (FR), Villetta Barrea.